# Gregorio Carafa
Gregorio Carafa della Roccella (* 17. März 1615 in Castelvetere; † 21. Juli 1690 in Valletta) war der 62. Großmeister des Malteserordens.
Er entstammte der italienischen Adelsfamilie Carafa, der Fürsten von Rocella. Er war der Sohn von Girolamo Carafa, Marchese von Castelvetere und der Mutter Diana Vittori Borghese. Diese war eine Nichte von Paul V. Er war Neffe des Bischofs Carlo Carafa. Seine Brüder waren die Kardinäle Fortunato Ilario Carafa della Spina und Carlo Carafa della Spina.
Während des Masaniello-Aufstandes 1647 in Neapel unterstützte Carafa – wie andere seiner Familienmitglieder auch – das spanische Königshaus. Er wurde nach Kalabrien entsandt, um dort die letzten Herde des Aufstandes zu ersticken.
Carafa trat in den Malteserorden ein und gehörte dessen italienischer Zunge an. Nach dem Tod des Großmeisters Nicolas Cotoner wurde er am 2. Mai 1680 zu dessen Nachfolger gewählt. Er war zudem Großmeister des Ritterordens vom Heiligen Grab.
Gregorio Carafa starb am 21. Juli 1690 in Valletta und wurde in der St. Katharinen-Kapelle innerhalb der St. John’s Co-Cathedral begraben.